# ریودمس
ریودمس (به اسپانیایی: Riudoms) یک شهرستان در اسپانیا است که در بایش کمپ واقع شده‌است.

## خصوصیات
ریودمس ۳۲٫۴۲ کیلومترمربع مساحت و ۶٬۴۷۳ نفر جمعیت دارد و ۱۲۶ متر بالاتر از سطح دریا واقع شده‌است.